# ぶたのほし

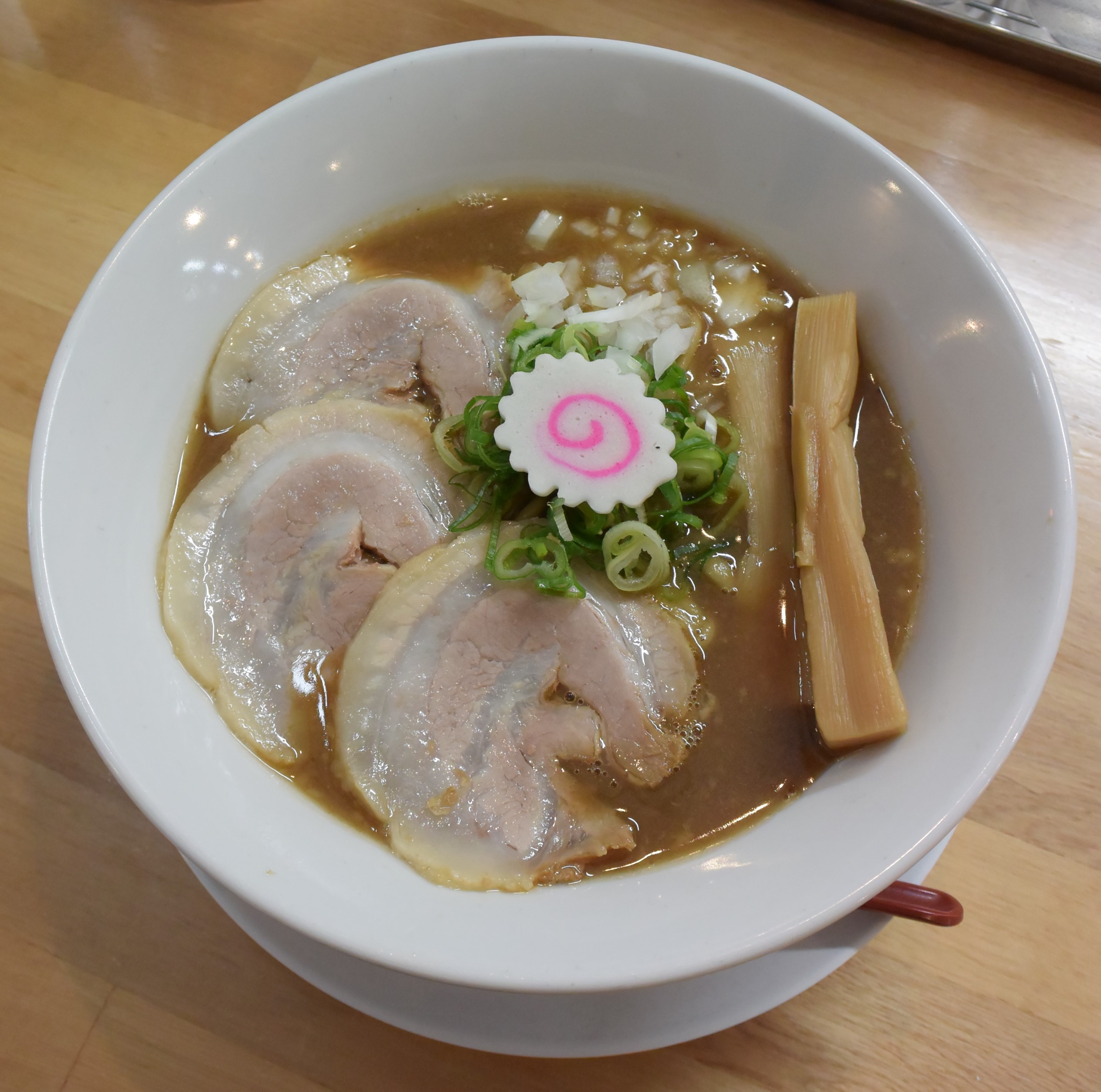
ぶたのほし・とんこつラーメン

ぶたのほしは、兵庫県尼崎市に存するとんこつラーメン専門店。高田景敏が2018年1月20日に創業。

## 沿革
- 2018年（平成30年）
  - 1月20日 - 高田は、大阪市天王寺区生まれ、生野区育ち[2]。甲南大学（神戸市東灘区）法学部卒業後、京都のアパレル企業に勤務[3]:33、投資コンサルを手掛ける会社の経営[4]:95などを経て[5][6]、40歳[7]:65で無鉄砲グループ[8]:12,13[9]に入門。「豚の骨」[2]「無鉄砲つけ麺無心」「無鉄砲大阪店」「奈良がむしゃら」[10]で9年修業[11]:25後、50歳[3]:33で独立、兵庫県尼崎市で創業[12]。
  - 7月2日 - SARAHが主催する「JAPAN MENU AWARD 2018上半期」[13]の「関西ラーメン濃厚部門」で「とんこつラーメン」[14][7]:65[15]:21が「三つ星」を受賞[16]。
  - 8月3日 - 「ぶたのほし」を商標登録[注 1][17]。
  - 9月6日 - ぴあの企画「第7回究極のラーメンAWARD2018関西」[注 2]で豚骨部門でグランプリを受賞[18]:14,15。
  - 12月18日 - 「JAPAN MENU AWARD 2018 下半期」[19]の「関西ラーメン濃厚部門」で「さかなとんこつスペシャル」[20]、「とんこつチャーシュー」[21]が「三つ星」を受賞[22]。

- 2019年（令和元年）
  - 9月24日 - 食べログの企画「食べログラーメンWEST百名店2019」[23]に選出[24]。
  - 10月3日 - ラーメンWalkerの企画「ラーメンWalkerグランプリ2019」[注 3]で、兵庫総合部門第3位[26]:49[27]、兵庫新店部門第1位[26]:50[28]となる。

- 2020年（令和2年）
  - 1月21日 - 「JAPAN MENU AWARD 2019」[29]の「関西ラーメン濃厚部門」で「さかなとんこつラーメン」[7]:65、「とんこつ煮卵」[30]が「三つ星」を受賞[31]。
  - 9月1日 - ファミリーマート限定でサンヨー食品から当店監修のカップ麺「濃厚とんこつ」を販売[32][33]。
  - 9月7日 - 「第9回究極のラーメンAWARD2020関西」で総合部門でグランプリを受賞[34]:6,7[35]。
  - 9月17日 - 「ラーメンWalkerグランプリ2020」で、兵庫総合部門第1位[36]:41となる。

- 2021年（令和3年）
  - 4月13日 - ファミリーマート限定でサンヨー食品から当店監修のカップ麺「さかなとんこつ」を販売[5][37]。
  - 7月19日 - 「ぶたのほし∞Ｂ」を商標登録する[注 4][17]。
  - 10月11日 - 「ラーメンWalkerグランプリ2021」で、兵庫総合部門第1位[38]:45となる。
  - 11月24日 - 「食べログラーメンWEST百名店2021」[39]に選出[40]。
  - 12月14日 - ファミリーマート限定でサンヨー食品から当店監修のカップ麺「濃厚とんこつ」を販売[41]。

- 2022年（令和4年）
  - 1月25日 - カップ麺販売のインセンティブ収入、高田デザインのグッズ売上[42]、甲南大学での講演[43]料などを寄付する活動を行っていたが[5][6]、このような活動に対し社会福祉法人尼崎市社会福祉事業団（理事長 北江有弘）から感謝状を受領[44]。
  - 8月29日 - 「ラーメンWalkerグランプリ」で、2020年[36]:41、2021年[38]:45の2年連続で兵庫総合部門第1位となったことから殿堂店[注 5]入りする[45]:53。

## 特徴

### スープ
大型の寸胴1本と2つの羽釜を駆使して作成:6。ベースは、昼営業のみで約100kg:7を消費する大量:50の新鮮な:53豚骨（足骨と背骨:7）と水のみ:65。それだけを高火力（通常の3～4倍:6）:30で炊き続ける:18。結果、スープは豚骨のゼラチン質:19,20（コラーゲンたっぷり:19）で濃厚:21となる（高火力ゆえ量は3分の1となる:25）。スープの様子を観察しながら、その都度、生の豚骨（鹿児島のブランド豚「南国スイート」:30など）を金槌で砕いては:45右端（客提供用:20）の羽釜に放り込む:20。全ての豚骨に火入れ:6するべく、また、脂肪は融点が低い:21ため、焦げないよう分単位で:14かき混ぜ続け:95、乳化:21させる。スープの味がブレないよう右端の羽釜:20に他の羽釜・寸胴からもスープを足すことで濃度と旨味:45を調整し続ける:7。これは、無鉄砲グループ代表の赤迫重之が創出した豚骨スープ作りの方法:826:8～11:18～22:表紙,12,13に則っている:21。

### その他、構成要素
スープがメインのため、タレには拘らず:7、味のブレが分かるよう:21、あえて汎用醤油の薄口と濃口をブレンドして使用:6。麺は、無鉄砲グループ「○無製麺」:95に特注のコシ:45がある中太縮麺を使用:6。チャーシューは、ブランドを厳選し、脂身と赤身のバランスが良い豚を使用:6し、2時間ほど煮込み、醤油に漬け込む:6。その他具材としては、極太メンマ、少量の刻みタマネギ:21などが添えられる。

### メニュー
基本:50である純豚骨系:6の「とんこつラーメン」:目次,4,6,7:表紙,目次,7、豚骨魚介系:6として、豚骨のスープにカツオ、サバ、ウルメなど濃縮魚粉などをブレンドした「さかなとんこつラーメン」:45:95の2系統を軸:50に、限定で、塩やまぜめん:7、タレなし:28のスープとわずかな塩と味変具材、細ストレート麺で構成される「KAKE」:6,7:30など。その他、ラーメンダレをかけた山盛りのネギの下にチャーシュー団子が潜む「ネギめし」:30など。
- さかなとんこつラーメン
- 【限定】KAKE
- ネギめし

## 催事・イベント、メディアなど
- 2018年3月 - ZIP! - 森ちゃんの関西ラーメンファイル[55]
- 同年6月 - おはようコールABC - 横山太一の麺馬鹿[56]
- 同年8月 - らぁ祭スタンプラリー[57]
- 2019年5月 - コナコナ祭り2019[58]
- 同年9月 - かんさい情報ネットten. - とことん満足！おでかけコンシェルジュ - [59]
- 同年9月 - CIL星空10周年企画[60]
- 2020年12月 - らの道ULTIMATE2020[61]
- 2021年5月- 甲南大学・前期講演会[43]
- 同年6月 - 麺屋丈六（大阪市中央区）とチャリティコラボイベントを開催[62]
- 2022年6月 - 第2弾らぁ祭スタンプラリー[63]